# 若者組
若者組（わかものぐみ）とは、伝統的な地域社会において、一定の年齢に達した地域の青年を集め、地域の規律や生活上のルールを伝える土俗的な教育組織である。若者衆、若者仲間、若者連中など、また集まる場所を青年宿、若衆宿、若者宿、若勢宿、寝宿、泊り宿、若宿、おやしょ、若イ者部屋、小屋など、地域によっても様々の名称がある。男性のみで組織される若者組に対して、女性のみで組織される娘組の存在する地域もある。類似の風習は日本のみならず、世界各地の伝統社会に存在する。
近世において、地域社会の構成員を教育する場として確立したと考えられ、地方では明治以降も多く引き継がれていたが、公教育の普及や、戦後の都市への人口流出による農山漁村部の青少年人口の激減に伴い、衰退・消滅していった。

## 加入と脱退
若者組への加入・脱退の決まりは大きく2つに分けられる。
1つは、その村の男子全員が加入するというタイプで、多くの場合は結婚を機に脱退する。もう1つは、各戸から1人（長男）だけが加入するというタイプで、多くの場合、結婚ではなく一定の年齢に達すると脱退するというものであった。
いずれの場合も、一定年齢（13歳から15歳前後）に達すると成年式を経て加入する。男性の場合、これを境にまわしを締めるようになることから成年式を「ヘコイワイ」「フンドシイワイ」等と呼び、女性の場合は鉄漿をつけることから「カネイワイ」、腰巻きを贈ることから「ユモジイワイ」等と呼ぶ。
若者組を卒業したものは、地域社会で一人前のメンバーという事になる。加入や卒業の際に、厳しい試練を課する事もあった（加入儀礼）。イスラム社会では、通過儀礼として割礼が施される地域もある。

## 活動
年長者がリーダーとなり、後輩たちに指導を行った。若者宿、若衆宿などといわれる拠点があり、そこに集団で寝泊りする場合も多かった。組に入ってからの期間に合わせて小若衆、中若衆、大若衆といった区分があり、区分ごとに宿が割り振られ、同じ宿に泊まる者同士は「宿朋輩」「ツレ」「ドシ」等と呼んでとりわけ親しくした。
また村内の警備や道路修繕、消火活動等、力仕事を中心に様々な作業を行ったり、共同で集まり親睦を図った。特に祭礼では、若者組のメンバーが子供組を指導して中心的に運営を行う場合が多かった。
また交際上必要となる飲酒・喫煙の指導、さらに村内の恋愛、性、結婚を管理する側面を持ち、リーダーが各自に夜這いを指示して童貞を捨てさせたり、組の仲間で結婚相手の娘を誘い出す嫁盗みの風習なども見られた。男性の若者宿に対して同じ年頃の女性が集まる娘宿の存在する地域もあり、この場合、双方の交流によって結婚相手を探すという意味があった。
一方で、こうした若者組の共同体的性質は同一村落内に限られ、他村落の若者組に対しては際立って激しい排他性を見せ、他村落の男性が村落内の女性と恋愛関係になった場合には相手の男性を暴力的に排除することもあった。

## 衰退
明治以降、教育勅語に基づく全国的に統一かつ組織化された青少年教育の必要性が自覚され、また夜這いの風習などが、西洋の思想の影響を受けた教育者などから前近代的な因習として倫理的な批判を受け、若者組は衰退していった。地域によっては青年団などに再編され、現在もその名残を保っている。